# Ngựa cưỡi Ukraina
Ngựa cưỡi Ukraina (tiếng Ukraina:  Український верховий кінь) hay còn gọi là ngựa yên Ukraina là một giống ngựa được phát triển ở Ukraine sau Thế chiến II nhằm để đáp ứng nhu cầu ngày càng tăng đối với các giống ngựa thể thao, lần đầu tiên được lai tạo tại trại ngựa giống Dnipro. Ngày nay, nó được nhân giống tại các trại ngựa giống của Derkulsk, Yagonitsk và Aleksandriisk. Giống này được có nhiều đặc tính tốt mặc dù thực tế là giống này có lịch sử còn khá trẻ, do quá trình nhân giống chọn lọc cao.
Giống ngựa này được phát triển từ các giống ngựa khác nhau như: ngựa Trakehner, ngựa Hanoveria và ngựa thuần chủng Anh được phối với ngựa địa phương, hoặc với ngựa Furioso và ngựa Gidran cái có nguồn gốc từ Hungary. Thế hệ con cháu chúng đã phát triển xen kẽ và thành lập loại Ngựa cưỡi Ukraine. Những con ngựa tốt nhất trong loại được lai với ngựa Hanover, những con quá nặng được lai với ngựa Thuần Chủng. Hai giống ngựa này là hai giống duy nhất được sử dụng để nâng cấp hoặc cải thiện giống ngựa cưỡi từ khi loại ban đầu được hình thành.
Các nhà lai tạo đã đặt nền móng cho Ngựa cưỡi Ucraina tập trung vào việc sử dụng đàn Ngựa yên Nga (hiện đã tuyệt chủng). Ngày nay, dòng Bespechney vẫn chứa dòng máu ngựa yên Nga.
Những con ngựa được giữ trong một môi trường quy định. Chúng bắt đầu tập luyện ngay trước hai tuổi và được yêu cầu tham gia thử nghiệm hiệu suất như những đứa trẻ hai và ba tuổi, bao gồm đua xe trên đường đua, nhảy và mặc cưỡi ngựa biểu diễn. Chỉ con người giỏi nhất mới được phép sinh sống tại trại giống ngựa.
Những con ngựa giống này thường có màu nâu, hạt dẻ và màu đen và có chiều cao trung bình ở con đực là 165 cm (16,2 hand) và con cái là 160 (15,7 hand). Trọng lường trung bình của giống ngựa này là 1,000 lbs (453.6 kg).